# Egyptisk långörad igelkott
Egyptisk långörad igelkott (Hemiechinus auritus) är en art i familjen igelkottdjur. Det är en av de igelkottsarter som är vanliga som husdjur.

## Utseende
Som man hör på namnet så har de mycket längre öron än andra igelkottar. Öronen är längre (3,4 till 4,5 cm) än halva huvudets längd och används bland annat till att reglera värmen med. De har även längre ben än andra arter. Igelkottens längd (huvud och bål) ligger mellan 15,6 och 20,6 cm och svansen mellan 1,8 och 3,9 cm. Vikten ligger mellan 300 och 500 gram. Taggarna är randiga med mörkbrunt till svart och vitt, pälsen på mage och ansikte är ljust brun till vit. Extremiteterna är ganska långa och vid händer samt fötter finns fem fingrar respektive tår. Honor har oftast fem par spenar.
Deras hörsel och luktsinne är mycket väl utvecklat för att hitta föda och upptäcka rovdjur. Men deras syn är mycket dålig.

## Utbredning och habitat
Arten förekommer från Libyen och Egypten över västra Asien och östra Europa (östra Ukraina, sydvästra Ryssland) till Afghanistan, västra Pakistan, Turkestan, Mongoliet och Kina.
De lever i ensliga ökenområden, i torra buskskogar och stäpper. Ofta vistas arten i oaser och nära människans boplatser.

## Ekologi
Oftast finner man deras bo under buskar och stenar eller i andra djurs övergivna hålor. Där söker de skydd från värmen under dagen. Det underjordiska boet är vanligen 20 till 90 cm. Igelkotten kan även söka skydd under stenhögar, i bergssprickor eller i grottor.
På nätterna kommer de ut för att söka föda. De springer då över stora ytor i sin jakt på föda, upp till en mil per natt. I huvudsak äter de insekter och favoriter är bland andra gräshoppor och skalbaggar. Men de äter även ägg, frukt och växter. Får de en chans äter de gärna små ödlor och ormar. Som de flesta ökendjur klarar de sig mycket länge utan mat eller vatten. De långörade kan klara sig ända upp till 10 veckor utan att äta eller dricka.   
Fortplantningen sker under senare våren eller/och under sensommaren. Honor har vanligen två ungar per kull men ibland föds upp till 6 ungar. De är i början blinda och öppnar ögonen efter cirka 16 dagar. Ungefär 21 till 28 dagar efter födelsen börjar ungen med fast föda och efter cirka 40 dagar slutar honan med digivning.